# أهيرو نو سورا
أهيرو نو سورا (باليابانية: あひるの空، بالروماجي: Ahiru no Sora) هي سلسلة مانغا يابانية من تأليف ورسم تاكيشي هيناتا، نشرت من قبل كودانشا في مجلة شونن الأسبوعية، منذ 10 ديسمبر عام 2003. أنتجت إلى مسلسل أنمي تلفزيوني من قبل استوديو ديوميديا، عرض الأنمي في 2 أكتوبر عام 2019 واستمر عرضه حتى 30 سبتمبر 2020، وتكون من 50 حلقة.

## القصة
تدور أحداث القصة عن سورا كوروماتاني الذي وعد والدته، أنه سهيمن على أول بطولة له في المدرسة الثانوية. ولكن بعد دخوله إلى مدرسة كوزوريو الثانوية وانضم إلى نادي كرة السلة، اكتشف أنه أصبح مكانًا للجانحين.

## الشخصيات
سورا كوروماتاني (باليابانية: 車谷空، بالروماجي: Kurumatani Sora)
مؤدي الصوت: يوكي كاجي
موموهارو هانازونو (باليابانية: 花園百春، بالروماجي: Hanazono Momoharu)
مؤدي الصوت: يوما أوتشيدا
تشياكي هانازونو (باليابانية: 花園千秋، بالروماجي: Hanazono Chiaki)
مؤدي الصوت: كاتسويوكي كونيشي
كينجي ناتسومي (باليابانية: 夏目健二، بالروماجي: Natsume Kenji)
مؤدي الصوت: كيشو تانياما
كانامي شيغيوشي (باليابانية: 茂吉要، بالروماجي: Shigeyoshi Kaname)
مؤدي الصوت: مامورو ميانو
شينيتشي ياسوهارا (باليابانية: 安原真一، بالروماجي: Yasuhara Shinichi)
مؤدي الصوت: تاكو ياشيرو
ريوهي نابيشيما (باليابانية: 鍋島竜平، بالروماجي: Nabeshima Ryuhei)
مؤدي الصوت: تشيدو هوري
ماساهيرو ساكي (باليابانية: 茶木正広، بالروماجي: Saki Masahiro)
مؤدي الصوت: كين
مادوكا يابوتشي (باليابانية: 薮内円، بالروماجي: Yabuchi Madoka)
مؤدية الصوت: ساياكا سينبونغي
ناو ناناو (باليابانية: 七尾奈緒، بالروماجي: Nanao Nao)
مؤدية الصوت: يونا تانيغوتشي
يوكا كوروماتاني (باليابانية: 車谷由夏، بالروماجي: Kurumatani Yuka)
مؤدية الصوت: أيا إندو
شينيتشي تشيدا (باليابانية: 千葉真一، بالروماجي: Chiba Shinichi)
مؤدي الصوت: كازويا ناكاي
توكيتاكا توكيوا (باليابانية: 常盤時貴، بالروماجي: Tokiwa Tokitaka)
مؤدي الصوت: سوما سايتو
تارو كاباتشي (باليابانية: 蒲地太郎، بالروماجي: Kabachi Tarō)
مؤدي الصوت: جون فوكوياما
شينغو كاتوري (باليابانية: 香取真吾، بالروماجي: Katori Shingo)
مؤدي الصوت: ماكوتو فوروكاوا
يوكيناري كوجيما (باليابانية: 児島幸成، بالروماجي: Kojima Yukinari)
مؤدي الصوت: هيرويوكي يوشينو
كاتسومي تاكاهاشي (باليابانية: 高橋克己، بالروماجي: Takahashi Katsumi)
مؤدي الصوت: دايسكي ناميكاوا
سي شيراي (باليابانية: 白石静، بالروماجي: Shirai Sei)
مؤدي الصوت: تاكاهيرو ساكوراي
شيغينوبو ياكوما (باليابانية: 八熊重信، بالروماجي: Yakuma Shigenobu)
مؤدي الصوت: يويتشيرو أوميهارا
هيو فوا (باليابانية: 不破豹، بالروماجي: Fuwa Hyou)
مؤدي الصوت: يوشيتسوغو ماتسوؤكا
يوزون كاميكي (باليابانية: 上木鷹山، بالروماجي: Kamiki Yozan)
مؤدي الصوت: يوتو أويمورا
شوغي ساتسوكي (باليابانية: 五月正義، بالروماجي: Satsuki Shōgi)
مؤدي الصوت: ماسايوشي تاكيموتو
توموهيسا كوروماتاني (باليابانية: 車谷智久، بالروماجي: Kurumatani Tomohisa)
مؤدي الصوت: تاكيهيتو كوياسو
يوني كوروماتاني (باليابانية: 車谷ヨネ، بالروماجي: Kurumatani Yone)
مؤدي الصوت: كاورو كاتاكاي

## وصلات خارجية
- الموقع الرسمي باللغة اليابانية
- أهيرو نو سورا على موقع ANN manga (الإنجليزية)